# Baiersdorf
Baiersdorf település Németországban, azon belül Bajorországban. Lakosainak száma 8074 fő (2023. december 31.). Baiersdorf Möhrendorf és Bubenreuth községekkel határos.

## Népesség
A település népessége az elmúlt években az alábbi módon változott:
| Lakosok száma | 1271 | 2388 | 3882 | 6073 | 7404 | 7400 | 7560 | 7728 | 8011 | 8074 |
|               | 1875 | 1950 | 1975 | 1987 | 2012 | 2014 | 2016 | 2017 | 2021 | 2023 |